# Віденський центральний госпіталь

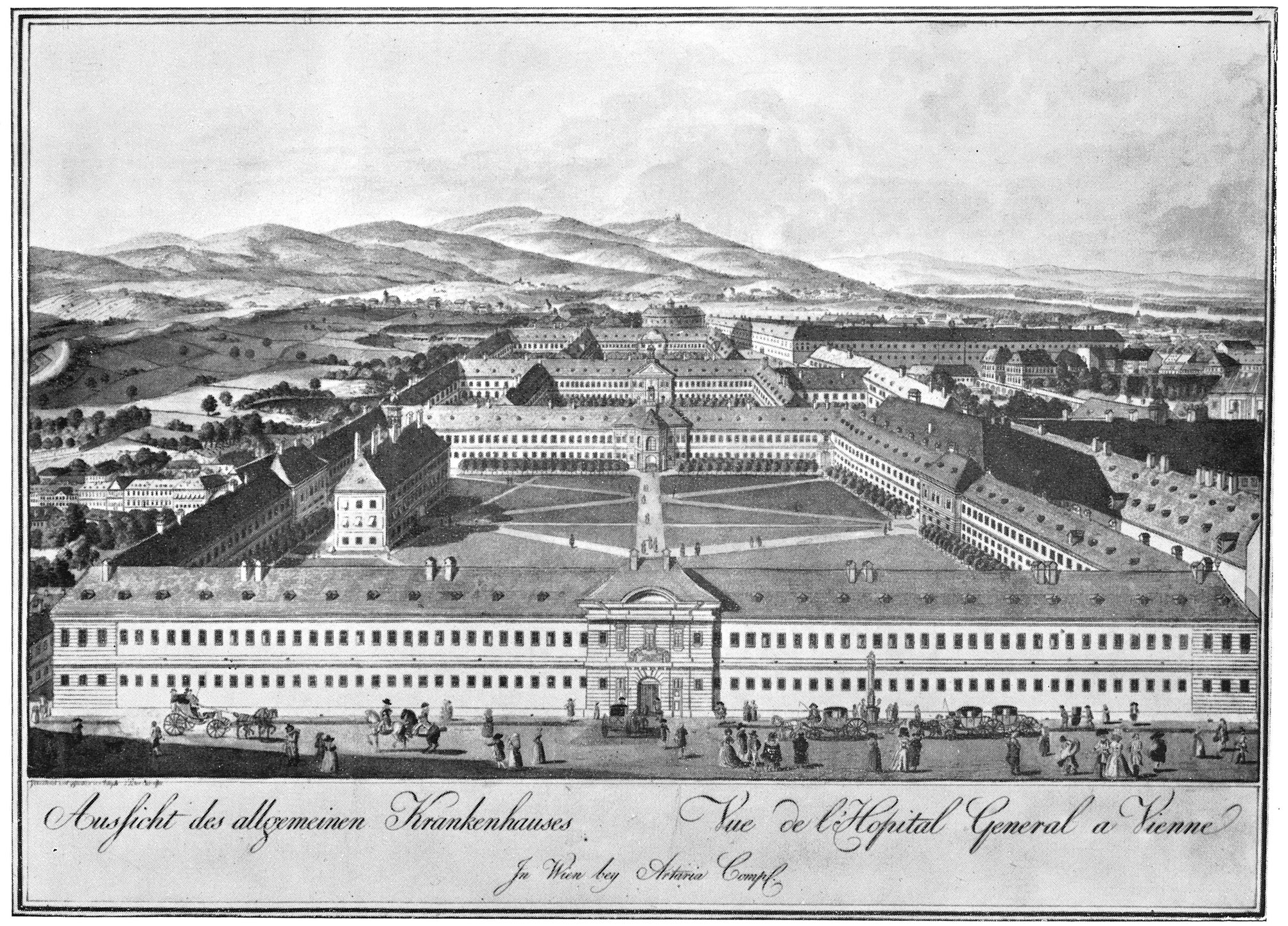
Vienna General Hospital, 1784

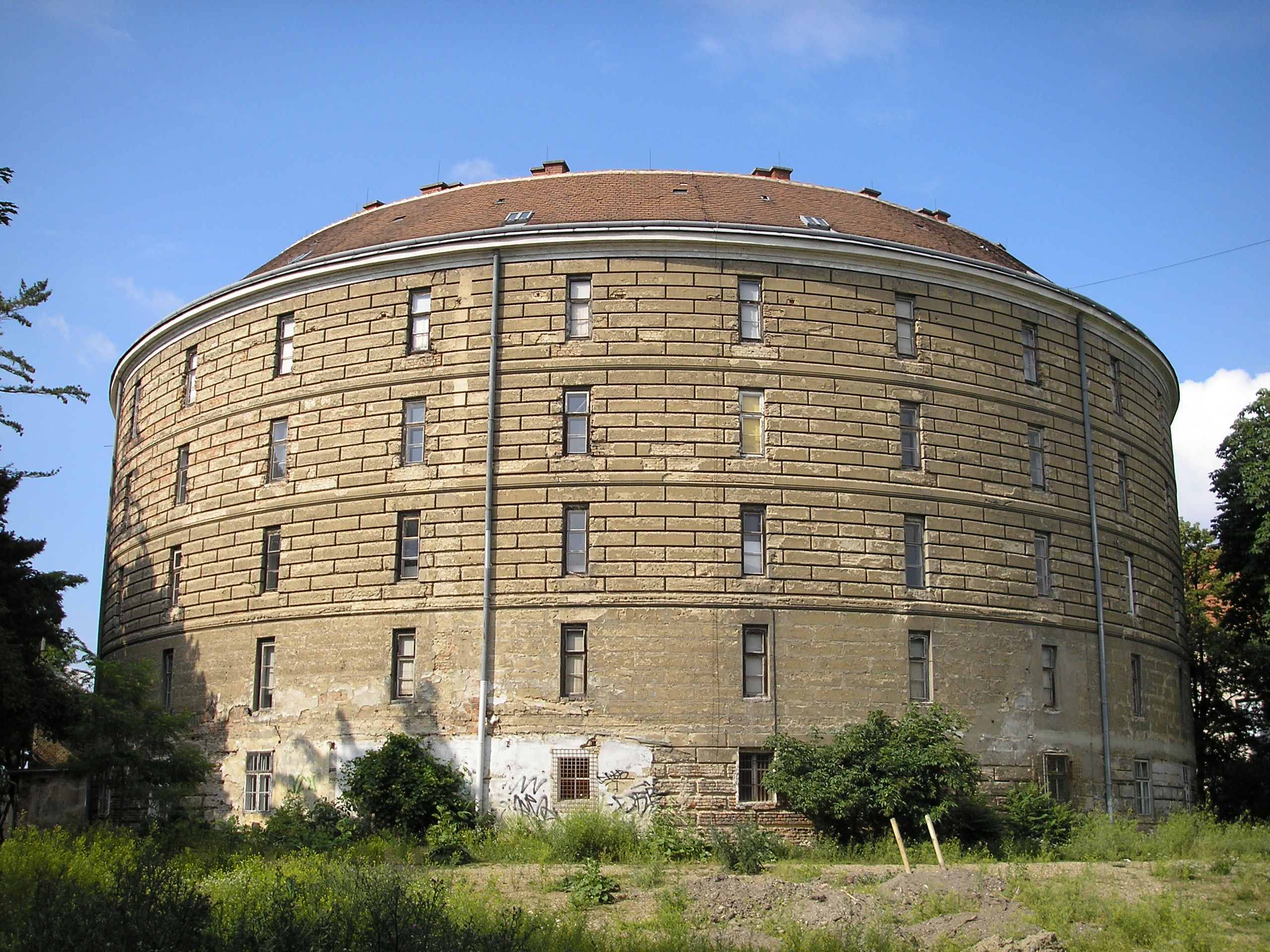
The Narrenturm, built circa 1782

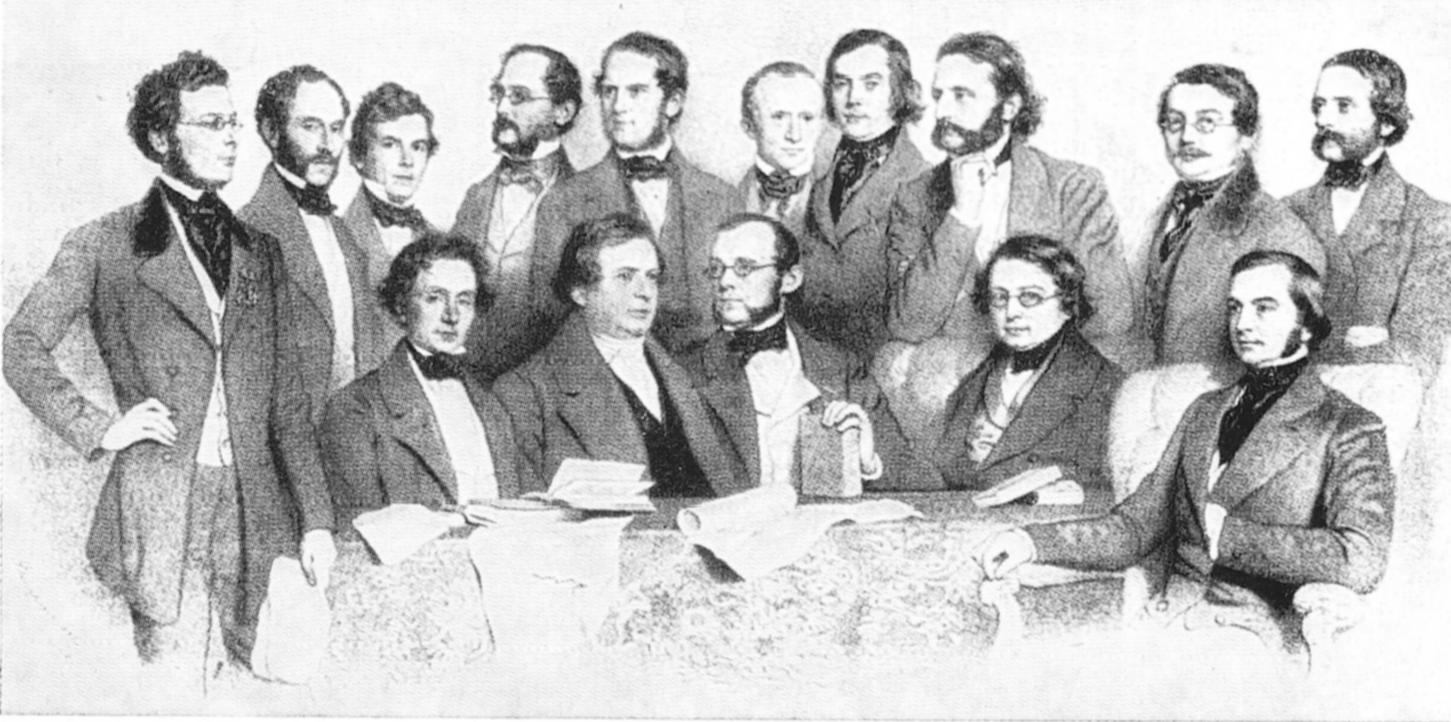
Professors of the Medical School, 1853

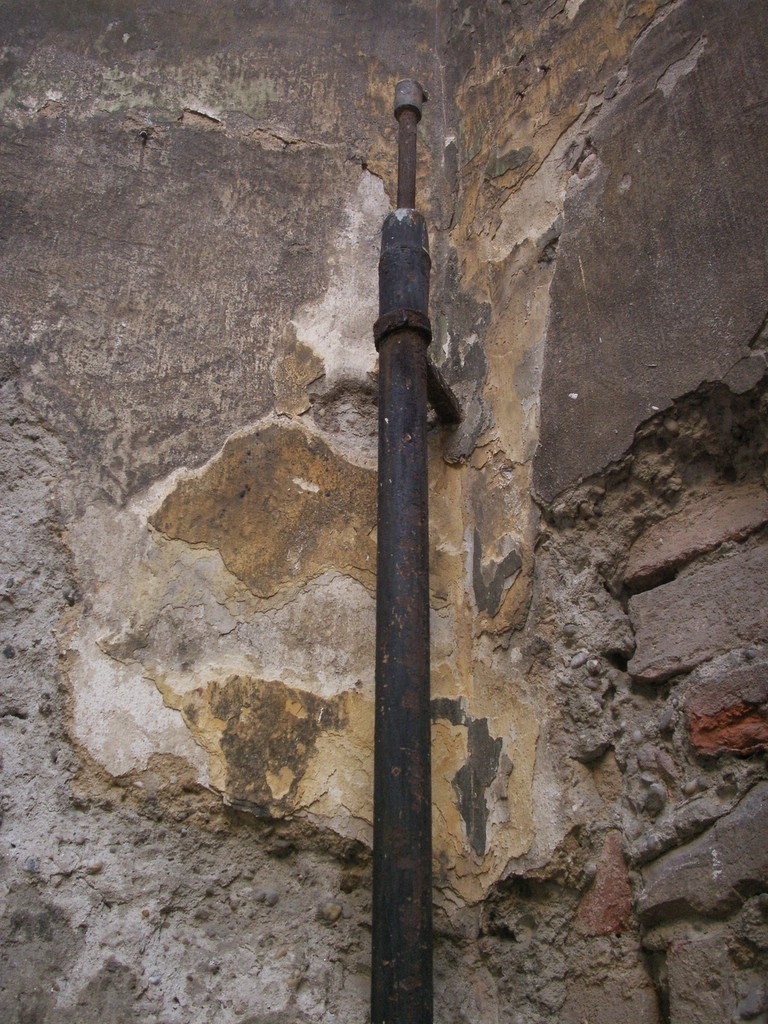
One of the oldest lightning rods in the world, at the Narrenturm

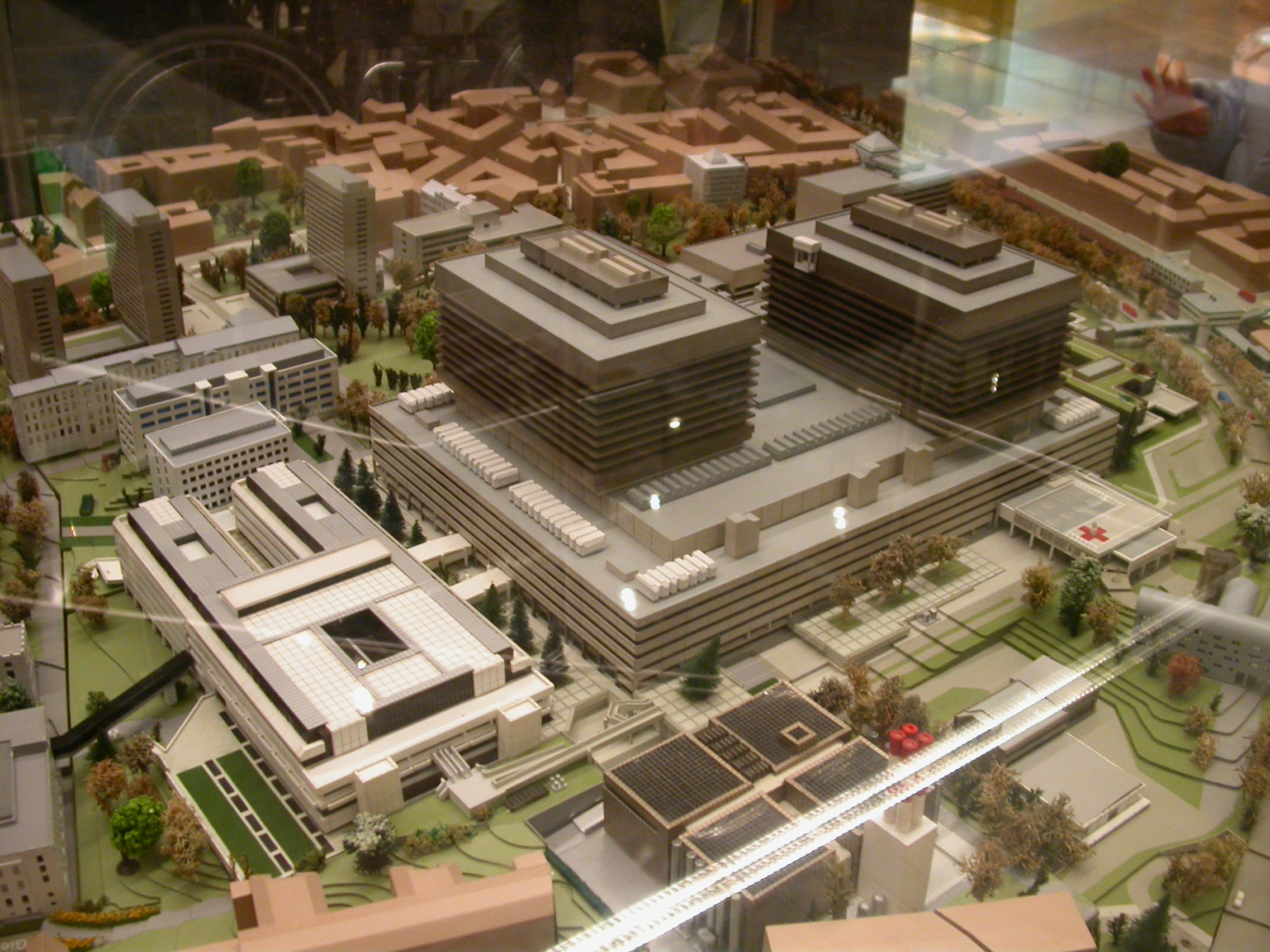
Model of the new AKH

Ignaz Philipp Semmelweis commemorative coin featuring the General Hospital in Vienna

Віденський центральний госпіталь — університетська лікарня міста Відня. Це одна з найбільших лікарень Європи та найбільша лікарня в Австрії.
Він також є резиденцією Віденського медичного університету.

## Історія
Йоганн Франк у 1686 р. після закінчення Другої Віденської облоги турками виділив земельну ділянку на Альсер-Страссе для створення солдатської лікарні. Однак, спочатку грошей на будівництво споруд не було, ветерани війни та їх родини були розміщені у існуючій епідемічній лікарні. Лише у 1693 році Кайзер Леопольд І. наказав побудувати лікарню. У 1697 р. було закінчено першу споруду, в якій розміщувалось 1042 ліжок. Воєначальники переселилися в свої квартали на Альсер-Штрассе, але решта мешканців були бідними цивільними. У 1724 році тут проживало 1740 осіб. Комплекс був розширений за заповітом Фердинанда барона Тавоната, який заповів своє майно солдатам після його смерті в 1726 р. У результаті була обладнана 2 споруда (вдівський двір, який зараз називається Тавонатгоф) може бути завершений. Також були побудовані бічні подвір'я, утворені проміжними трактами, лікарня (4-а), господарський двір (5-й) та ремісничий двір (7-й). 1733 р. При імператорі Карлі VI було розширено за планами Маттіаса Герлата та Франца Антона Пілграм зведенням трирівневих барокових пишних сходин.
З 1752 по 1774 рік студентський двір (3-й) та двір розпорядника майна (6-й) були розширені. Мешканці повинні були носити спеціальну форму та давали власні мідні монети, за які можна було придбати харчі у пекарів та м'ясників.
28 січня 1783 р. Кайзер Йосиф II відвідав будинок бідних. Він виявив, що величезний об'єкт має аварійний стан, і часто проживають люди, які потрапили туди через захист чи неохайність. Він передав заклад у опіку особистому лікарю Йозефу Кваріну, який згодом став директором. Відкриття відбулося 16 серпня 1784 року. Відтепер будинок відповідав лише за медичну допомогу.
До лікарні було підключено божевільний будинок і дітородний центр з 1806 р. Всупереч бажанню Йосифа II для батьків незаконніх дітей було створено окремі списки. Там була перша психіатрична клініка, яка могла вмістити від 200 до 250 пацієнтів. Через свою своєрідну форму він також відомий віденською мовою як «(Кайзер Йосиф) Гугельгуф». Сьогодні це резиденція Патолого-анатомічного федерального музею Відня. Культурні заходи проводяться там кожного літа.
У 1834 році під Кайзером було додано 8-е та 9-е подвір'я. На фронтоні є напис «Дослідження місця та причин захворювань». Центр досліджень мозку розміщується в ньому з 2000 року. З'явилися нові організації в 1865 році, коли пристанище перебувало під управлінням Кронленду   Австрія. У 1903 р. архітектор Макс Флейшер збудував синагогу у дворі 6, фінансувавши пожертви культурної громади. У 1938 р. вона була сильно спустошена, неправильно використовувалась, як трансформаторна станція після війни та знову відкрита у 2005 році для зцілення для душі. У 1930-х роках колишній корпус військового обвинувачення гарнізонного шпиталю в Сенсенгассе 2 був перетворений в Інститут судової медицини, нині Департамент судової медицини, і розширений у 1950-х роках. У 1950-х роках з-за простору та модернізації у дворах були споруджені казарми, які були вилучені під час реконструкції кампусу, як і численні доповнення до первісної будівлі.
У цьому ж кварталі знаходиться колишня гарнізонна лікарня зі своїм чудовим колишнім лекційним залом. У період з 1933 по 1967 рік тут розміщували школу медсестер. Крім усього іншого, там розташована університетська стоматологічна поліклініка.
Особливо в XIX столітті Віденська загальна лікарня як центр Віденської медичної школи була одним із центральних центрів медичних досліджень. Так Ігнац Земмельвейс зробив свої спостереження щодо асептики у двох окремих пологових будинках. Карл Ландштайнер виявив групу крові в AKH та отримав за це у 1930 році Нобелівську премію, Юліус Вагнер-Яурегг розробив терапію прогресивного паралічу, раніше невиліковної пізньої стадії сифілісу, за дпомогою зараження малярією, яка призводила до виникнення гарячки,і отримав Нобелівську премію в 1927 р. Нейробіолог Роберт Барані (Нобелівська премія 1914 р.) і хірург Теодор Більрот також працювали там у клініках.
Міський голова Франц Йонас на 600-річчя університету оголосив про можливість подарувати прилеглу територію до університету, що було законодавчо можливим згідно із Законом про організацію університету 1975 року. 7 грудня 1988 року нотаріальний акт остаточно підписали мер Гельмут Зілк та ректор Вільгельм Хольчабек. Ще в 1986 році був створений `Комітет дій Старого АКХ', щоб розпочати роботу з адаптації. Потім будівництво розпочалося в 1993 році. З моменту переселення медичних інститутів Кампус Віденського університету розміщувався на місці старого АКХ з численними гуманітарними інститутами
Авторами реалізації були архітектори Уго Потика, Фрідріх Куррент, Йоханнес Цайнінгер, Ернст М. Коппер, які об'єднались, щоб утворити комплекс, який був переданий користувачам у 1998 році.

## «Нові клініки»
Наприкінці ХІХ століття було зрозуміло, що, незважаючи на великі оновлення та модернізації, гарантувати, що старий АГК працюватиме в сучасному режимі вже не можна. Таким чином, 21 червня 1904 р. Кайзер Франц Йозеф поклав камінь фундамент для «нових клінік» по діагоналі від Шпітальгасс 23 та Лазареттгасс 14. Перша частина будувалася до 1911 року. Загальна концепція передбачала 20 великих павільйонів, загальному розширенню яких завадили дві Світові війни.
Основна частина Віденського медичного університету, який з 2004 року здійснює аутсорсинг Віденського університету, зараз знаходиться у Спітальгассе.